# Aeroportul Municipal Rogers
Aeroportul Municipal Rogers (IATA: ROG, ICAO: KROG, FAA LID: ROG) este un aeroport din Arkansas, Statele Unite ale Americii ce deservește zona Rogers⁠(d). Aeroportul a fost tranzitat în 2019 de 138 de pasageri. A fost numit după zona deservită.
Situat la o altitudine de 414 m, aeroportul dispune de 1 pistă.

## Infrastructură

### Piste
Aeroportul dispune de o singură pistă. Pista 2/20 are suprafața de asfalt și dimensiunile 6.011 picioare × 100 picioare. 